# Amphidamas (Chalkis)
Amphidamas (griechisch Ἀμφιδάμας; † um 700 v. Chr.) war ein chalkidischer Adliger, der im Lelantischen Krieg fiel. Zu den zu seinen Ehren veranstalteten Leichenspielen reiste Hesiod an, um an dem ausgerufenen Dichterwettstreit teilzunehmen, wie Hesiod selbst überliefert:
ἔνθα δ’ ἐγὼν ἐπ’ ἅεθλα δαίφρονος Ἀμφιδάμαντος Χαλκίδα τ’ εἴς ἐπέρησα· τὰ δὲ προπεφραδμένα πολλὰ ἄεθλ’ ἔθεσαν παῖδες μεγαλήτορος·
„Dorthin bin ich einmal zu des tapferen Amphidamas Spielen übergefahren nach Chalkis, da waren Preise in Menge ausgerufen, von seinen großherzigen Knaben gestiftet.“
In späterer Tradition wurde von einem „Duell“ Hesiods mit Homer in jenem Dichterwettstreit berichtet. Die Historizität dieses „Duells“ ist jedoch umstritten. Für den Heroenkult lassen sich jedoch archäologisch euböische Parallelen nachweisen; so wurden zwischen 720 und 690 v. Chr. in Eretria zahlreiche Kriegergräber in einem Heroon angelegt.
Amphidamas wird gelegentlich als „König (von Chalkis)“ bezeichnet, was jedoch lediglich auf die völlig unhistorische Bezeichnung βασιλεὺς Εὐβοίας basileus Euboías „König Euböas“ in den Vita Hesiodi zurückgeht und daher falsch ist. Zudem wurde das Königtum in Chalkis bereits vor den ersten Koloniegründungen (also vor 750 v. Chr.) abgeschafft. Von Plutarch wird Amphidamas lediglich als ἀνὴρ πολεμικός anēr polemikós „kriegerischer Mann“ bezeichnet.